# ルッツ・ヘスリッヒ
ルッツ・ヘスリッヒ（Lutz Heßlich、1959年1月17日 - ）は旧東ドイツの元自転車競技選手。

## 実績
1976年・1977年、ジュニア世界選手権自転車競技大会のスプリント種目を優勝。
1979年・1983年・1985年・1987年、世界自転車選手権のスプリント種目（アマチュア）を優勝。
1980年のモスクワオリンピック及び1988年のソウルオリンピックのスプリント種目を優勝。